# Christo Janew
Christo Janew (ur. 4 maja 1979 w Kazanłyku) – bułgarski piłkarz występujący na pozycji pomocnika. W sezonie 2013/2014 został zawodnikiem klubu Slavia Sofia, gdzie zakończył karierę.

## Kariera klubowa
Janew zawodową karierę rozpoczął w sezonie 1999/1998 w pierwszoligowym Olimpiku Tetewen. W tamtym sezonie w lidze zagrał 13 razy i zdobył jedną bramkę, a jego klub zajął 14. miejsce i spadł do drugiej ligi. W 1999 roku Olimpik awansował do ekstraklasy. W tym samym roku połączył się z Beroe Stara Zagora i pod tym szyldem wystartował w rozgrywkach ekstraklasy.
W 2000 roku Janew przeszedł do innego pierwszoligowca – CSKA Sofia. Od czasu debiutu w tym klubie, był jego podstawowym graczem. W 2003 roku zdobył z CSKA mistrzostwo Bułgarii. W 2005 roku ponownie został z klubem mistrzem Bułgarii. W 2006 roku wraz z zespołem wywalczył puchar Bułgarii, a także superpuchar Bułgarii. W CSKA Janew spędził sześć lat. W tym czasie rozegrał tam 170 spotkań i strzelił 55 goli.
Latem 2006 roku podpisał kontrakt z francuskim Grenoble Foot 38 występującym w Ligue 2. W 2008 roku zajął z klubem 3. miejsce w lidze i awansował z nim do ekstraklasy. W Ligue 1 zadebiutował 15 listopada 2008 w przegranym 0:2 meczu z Toulouse FC. W Grenoble w ciągu 3 sezonów rozegrał 50 spotkań i zdobył 6 bramek.
W 2009 roku powrócił do Bułgarii, gdzie został graczem Liteksu Łowecz.

## Kariera reprezentacyjna
W reprezentacji Bułgarii Janew zadebiutował 18 sierpnia 2004 w zremisowanym 1:1 towarzyskim meczu z Irlandią. 9 maja 2006 w wygranym 2:1 towarzyskim spotkaniu z Japonią zdobył pierwszą bramkę w trakcie gry w kadrze. Był członkiem kadry Bułgarii w eliminacjach Mistrzostw Świata 2006, na które jego reprezentacja nie awansowała.